# 1979 (sang)
"1979" er en sang skrevet af Billy Corgan og indspillet af Smashing Pumpkins. Det er titlen på den anden single fra dobbeltalbummet Mellon Collie and the Infinite Sadness, der blev udgivet i 1995. Sangen blev nomineret i kategorien Record of the Year og Best Rock Performance by a Duo or Group with Vocal ved den amerikanske Grammy Awards, og den vandt ved MTV Video Music Awards en pris for Best Alternative Video. 
Singlen blev udgivet 22. januar 1996 og blev ét af bandets største hit. I USA blev singlen solgt i mere end 500.000 eksemplarer og blev dermed bandets anden guldsingle i træk (efter "Bullet with Butterfly Wings"). En ny single med remixes af sangen, bl.a. et af Moby, blev udgivet nogle måneder senere. I 2010 var "1979" nr. 21 på Pitchforks liste over de bedste sange fra 1990'erne. 
I Danmark blev "1979" den første Smashing Pumpkins-sang, som opnåede en plads på P3's Tjeklisten. I februar 1996 debuterede "1979" som nummer 15 på listen. Også ugen efter var sangen på Tjeklisten som nummer 18. I USA blev "1979" den første og hidtil eneste Smashing Pumpkins-sang, der gik ind som nummer et på den alternative amerikanske hitliste. Den overgik dermed førstesingle "Bullet with Butterfly Wings", der havde toppet som nummer to. 
I forbindelse med udgivelsen af bandets syvende album Oceania i 2012 lavede musikmagasinet Rolling Stone en oversigt over de 20 bedste sange fra Smashing Pumpkins ud fra en omfattende afstemning blandt fans. "1979" blev stemt ind som nummer to på listen.

## B-sider
- "Ugly"
- "Believe"
- "Cherry"
- "The Boy"
- "Set the Ray to Jerry"

Alle sange er skrevet af Billy Corgan med undtagelse af "Believe" og "The Boy", som er skrevet og sunget af James Iha. "Set the Ray to Jerry" regnes af mange som ét af bandets bedste numre, til trods for at det kun er en b-side. Corgan ville da også gerne have haft sangen med på selve albummet, men blev overtalt af produceren Flood til at lade være.